# Toby Kebbell
Tobias Alistair Patrick Kebbell, conhecido como Toby Kebbell  (Yorkshire, 9 de julho de 1982), é um ator inglês, mais conhecido por seus papéis nos filmes Vingança Redentora (2004), RocknRolla (2008), Príncipe da Pérsia: As Areias do Tempo (2008), O Aprendiz de Feiticeiro (2010), Cavalo de Guerra (2011), Black Mirror, Wrath of the Titans (2012), Dawn of the Planet of the Apes (2014), Fantastic Four (2015), Ben-Hur (2016), Bloodshot (2020) e a série Servant (desde 2019).

## Filmografia
| Ano       | Filme                                  | Papel                         |
| --------- | -------------------------------------- | ----------------------------- |
| 2004      | Dead Man's Shoes                       | Anthony                       |
| 2004      | Northern Soul                          |                               |
| 2005      | Match Point                            | polícia                       |
| 2006      | Wilderness                             | Callum                        |
| 2008      | RocknRolla                             | Johnny Quid                   |
| 2008      | Príncipe da Pérsia: As Areias do Tempo | Príncipe Garsiv               |
| 2010      | O Aprendiz de Feiticeiro               | Drake                         |
| 2011      | War Horse                              | Colin                         |
| 2012      | Wrath of the Titans                    | Agenor                        |
| 2014      | Dawn of the Planet of the Apes         | Koba                          |
| 2015      | Quarteto Fantástico                    | Victor von Doom / Dr. Destino |
| 2016      | Ben-Hur                                | Messala                       |
| 2016      | Warcraft                               | Durotan                       |
| 2017      | Kong: Ilha da Caveira                  | Chapman Carter                |
| 2019–2023 | Servant                                | Sean Turner                   |
| 2020      | Bloodshot                              | Martin Axe                    |
| 2021      | Ser du månen, Daniel                   | James Foley                   |